# La Maison des damnés (film)
Pour le roman, voir La Maison des damnés (roman).
Pour plus de détails, voir Fiche technique et Distribution.
La Maison des damnés (The Legend of Hell House) est un film britannique réalisé par John Hough, sorti en 1973. Le film a été en compétition au Festival international du film fantastique d'Avoriaz 1974. C'est une adaptation du roman La Maison des damnés publié en 1971 par Richard Matheson.

## Synopsis
Un curieux milliardaire envoie un groupe de savants et de médiums dans une maison que l'on suppose hantée, la maison Belasco, afin de tenter de l'exorciser. Le Dr. Barett est un spécialiste de la parapsychologie, cartésien résolu, prêt à mettre tout en œuvre pour prouver ce qu'il avance. Aussi, c'est assez dépité qu'il se rend à la maison Belasco, puisqu'il devra partager l'expérience avec Mlle Tanner, une jeune médium. Sa femme décide aussi de l'accompagner. Les dernières expériences parapsychologiques qui y eurent lieu furent un désastre puisqu'une seule personne survécut. Cet unique survivant est Mr. Fischer, un médium à effets physiques. Et il participe encore une fois à l'expérience. C'est un véritable combat entre la science et l'au-delà qui peut commencer.

## Fiche technique
- Titre français : La Maison des damnés
- Titre original : The Legend of Hell House
- Réalisation : John Hough
- Scénario : Richard Matheson, d'après son livre homonyme
- Musique : Delia Derbyshire & Brian Hodgson
- Photographie : Alan Hume
- Montage : Geoffrey Foot
- Production : Albert Fennell & Norman T. Herman
- Société de production : Academy Pictures Corporation
- Société de distribution : 20th Century Fox
- Pays :  Royaume-Uni
- Langue : Anglais
- Format : Couleur - Mono - 35 mm - 1.85:1
- Genre : Fantastique
- Durée : 90 min
- Date de sortie :
  -  Royaume-Uni : 1973
  -  États-Unis : 15 juin 1973
  -  France : 17 avril 1974

## Distribution
- Pamela Franklin (VF : Arlette Thomas) : Florence Tanner
- Roddy McDowall (VF : Roger Crouzet) : Benjamin Franklin Fischer
- Clive Revill (VF : Gabriel Cattand) : Lionel Barrett
- Gayle Hunnicutt (VF : Nelly Benedetti) : Ann Barrett
- Roland Culver (VF : Pierre Leproux) : Rudolph Deutsch
- Peter Bowles (VF : Jean Roche) : Hanley
- Michael Gough (VF : René Bériard) : Emeric Belasco (non crédité)